# Pier Francesco Grimaldi
Pier Francesco Grimaldi, né le 12 août 1715 à Gênes et mort le 4 janvier 1791 à Gênes, est un homme politique italien, 173e doge de Gênes du 26 janvier 1773 au 26 janvier 1775.

### bibliographie
- (it) Sergio Buonadonna et Mario Mercenaro, Rosso doge. I dogi della Repubblica di Genova dal 1339 al 1797, Gênes, De Ferrari, 2007